# Aysha affinis
Aysha affinis är en spindelart som först beskrevs av John Blackwall 1862.  Aysha affinis ingår i släktet Aysha och familjen spökspindlar. Inga underarter finns listade.